# Campeonato Mundial Militar de Voleibol Feminino de 2018
O Campeonato Mundial Militar de Voleibol Feminino de 2018 foi a décima nona edição do torneio organizado anualmente pela CISM, sob as regras da FIVB, realizada entre os dias 26 de maio e 5 de junho na cidade de Edmonton, localizada na província de  Alberta.
A representação chinesa conquistou nesta edição seu quinto título e a atacante desta equipe Yunlu Wang foi premiada como a melhor jogadora (MVP) do torneio, apos cinco conquista consecutiva a seleção brasileira finalizou com o vice-campeonato, e a França completa o pódio.A Seleção Queniana recebeu o Troféu Fair Play (jogo limpo)

## Formato de disputa
As sete equipes foram distribuídas em dois grupos, quatros times no Grupo A e as tres equipes restantes dispostas no Grupo B.
Para a classificação dentro dos grupos na primeira fase, o placar de 3-0 ou 3-1 garantiu três pontos para a equipe vencedora e nenhum para a equipe derrotada; já o placar de 3-2 garantiu dois pontos para a equipe vencedora e um para a perdedora.

## Primeira fase
A  CISM divulgou previamente o resultado do sorteio de grupos e a tabela de jogos.
- Todos as partidas no horário das Edmonton (UTC-03:00).

|  | Qualificados para as semifinais |
|  | Eliminados                      |

### Grupo A
Classificação
|     |          |     | Jogos | Jogos | Jogos | Pontos | Pontos | Pontos | Sets | Sets | Sets  |
| Pos | Equipe   | Pts | T     | V     | D     | V      | P      | R      | V    | P    | R     |
| --- | -------- | --- | ----- | ----- | ----- | ------ | ------ | ------ | ---- | ---- | ----- |
| 1   | Brasil   | 9   | 3     | 3     | 0     | 225    | 92     | 2.446  | 9    | 0    | MAX   |
| 2   | Alemanha | 6   | 3     | 2     | 1     | 208    | 210    | 0.990  | 6    | 4    | 1.500 |
| 3   | Canadá   | 3   | 3     | 1     | 2     | 192    | 220    | 0.873  | 4    | 6    | 0.667 |
| 4   | Quênia   | 0   | 3     | 0     | 3     | 122    | 225    | 0.542  | 0    | 9    | 0,000 |

Resultados
| 28 de maio de 2018 10ː00 P2 [ P3] AQ | Quênia | 0 — 3             | Brasil | Edmonton Garrison Fitness Centre |
| 28 de maio de 2018 10ː00 P2 [ P3] AQ | 6 9 8  | Set 1 Set 2 Set 3 | 25     | Edmonton Garrison Fitness Centre |

| 28 de maio de 2018 19ː00 P2 [ P3] AQ | Canadá      | 1 — 3                   | Alemanha | Edmonton Garrison Fitness Centre |
| 28 de maio de 2018 19ː00 P2 [ P3] AQ | 20 25 22 17 | Set 1 Set 2 Set 3 Set 4 | 25 22 25 | Edmonton Garrison Fitness Centre |

| 29 de maio de 2018 13ː30 P2 [ P3] AQ | Brasil | 3 — 0             | Alemanha | Edmonton Garrison Fitness Centre |
| 29 de maio de 2018 13ː30 P2 [ P3] AQ | 25     | Set 1 Set 2 Set 3 | 15 8 13  | Edmonton Garrison Fitness Centre |

| 29 de maio de 2018 19ː00 P2 [ P3] AQ | Quênia   | 0 — 3             | Canadá | Edmonton Garrison Fitness Centre |
| 29 de maio de 2018 19ː00 P2 [ P3] AQ | 23 11 14 | Set 1 Set 2 Set 3 | 25     | Edmonton Garrison Fitness Centre |

| 30 de maio de 2018 13ː30 P2 [ P3] AQ | Alemanha | 3 — 0             | Quênia   | Edmonton Garrison Fitness Centre |
| 30 de maio de 2018 13ː30 P2 [ P3] AQ | 25       | Set 1 Set 2 Set 3 | 15 19 17 | Edmonton Garrison Fitness Centre |

| 30 de maio de 2018 19ː00 P2 [ P3] AQ | Canadá  | 0 — 3             | Brasil | Edmonton Garrison Fitness Centre |
| 30 de maio de 2018 19ː00 P2 [ P3] AQ | 13 6 14 | Set 1 Set 2 Set 3 | 25     | Edmonton Garrison Fitness Centre |

### Grupo B
Classificação
|     |                |     | Jogos | Jogos | Jogos | Pontos | Pontos | Pontos | Sets | Sets | Sets  |
| Pos | Equipe         | Pts | T     | V     | D     | V      | P      | R      | V    | P    | R     |
| --- | -------------- | --- | ----- | ----- | ----- | ------ | ------ | ------ | ---- | ---- | ----- |
| 1   | China          | 6   | 2     | 2     | 0     | 153    | 98     | 1.561  | 6    | 0    | MAX   |
| 2   | França         | 2   | 2     | 1     | 1     | 161    | 187    | 0.861  | 3    | 5    | 0.600 |
| 3   | Estados Unidos | 1   | 2     | 0     | 2     | 160    | 189    | 0.847  | 2    | 6    | 0.333 |

Resultados
| 28 de maio de 2018 13ː30 P2 [ P3] AQ | França  | 0 — 3             | China | Edmonton Garrison Fitness Centre |
| 28 de maio de 2018 13ː30 P2 [ P3] AQ | 8 13 26 | Set 1 Set 2 Set 3 | 25 28 | Edmonton Garrison Fitness Centre |

| 29 de maio de 2018 10ː00 P2 [ P3] AQ | Estados Unidos | 2 — 3                         | França         | Edmonton Garrison Fitness Centre |
| 29 de maio de 2018 10ː00 P2 [ P3] AQ | 27 26 22 25 9  | Set 1 Set 2 Set 3 Set 4 Set 5 | 25 28 25 21 15 | Edmonton Garrison Fitness Centre |

| 30 de maio de 2018 10ː00 P2 [ P3] AQ | China | 3 — 0             | Estados Unidos | Edmonton Garrison Fitness Centre |
| 30 de maio de 2018 10ː00 P2 [ P3] AQ | 25    | Set 1 Set 2 Set 3 | 18 15          | Edmonton Garrison Fitness Centre |

## Fase final
- Horários UTC-03:00

|  | Semifinais       | Semifinais       |   |                  | Final            | Final |  |
|  |                  |                  |   |                  |                  |       |  |
|  | 1 de junho-10ː00 |                  |   |                  |                  |       |  |
|  | Brasil           | 3                |   |                  |                  |       |  |
|  | França           | 0                |   |                  |                  |       |  |
|  |                  |                  |   |                  |                  |       |  |
|  |                  |                  |   |                  | 3 de junho-13ː30 |       |  |
|  |                  |                  |   |                  | Brasil           | 0     |  |
|  |                  | China            | 0 |                  |                  |       |  |
|  |                  |                  |   |                  |                  |       |  |
|  |                  |                  |   |                  |                  |       |  |
|  |                  |                  |   |                  | Terceiro lugar   |       |  |
|  | 1 de junho-13ː30 | 1 de junho-13ː30 |   | 3 de junho-10ː00 | 3 de junho-10ː00 |       |  |
|  | Alemanha         | 0                |   | França           | 0                |       |  |
|  | China            | 3                |   |                  | Alemanha         | 0     |  |

## Classificação do 5º ao 7º lugar
Classificação
|     |                |     | Jogos | Jogos | Jogos | Pontos | Pontos | Pontos | Sets | Sets | Sets  |
| Pos | Equipe         | Pts | T     | V     | D     | V      | P      | R      | V    | P    | R     |
| --- | -------------- | --- | ----- | ----- | ----- | ------ | ------ | ------ | ---- | ---- | ----- |
| 5   | Estados Unidos | 5   | 2     | 2     | 0     | 204    | 174    | 1.172  | 6    | 2    | 3,000 |
| 6   | Canadá         | 4   | 2     | 1     | 1     | 198    | 182    | 1.088  | 5    | 4    | 1.250 |
| 7   | Quênia         | 0   | 2     | 0     | 2     | 155    | 201    | 0.771  | 2    | 6    | 0.333 |

Resultado
| 30 de maio de 2018 15ː30 P2 [ P3] AQ | Quênia   | 1 — 3             | Estados Unidos | Edmonton Garrison Fitness Centre |
| 30 de maio de 2018 15ː30 P2 [ P3] AQ | 17 27 16 | Set 1 Set 2 Set 3 | 25             | Edmonton Garrison Fitness Centre |

| 1 de junho de 2018 19ː00 P2 [ P3] AQ | Canadá   | 3 — 1                   | Quênia      | Edmonton Garrison Fitness Centre |
| 1 de junho de 2018 19ː00 P2 [ P3] AQ | 25 26 25 | Set 1 Set 2 Set 3 Set 4 | 18 17 28 15 | Edmonton Garrison Fitness Centre |

| 2 de junho de 2018 19ː00 P2 [ P3] AQ | Canadá         | 2 — 3                         | Estados Unidos | Edmonton Garrison Fitness Centre |
| 2 de junho de 2018 19ː00 P2 [ P3] AQ | 25 17 25 19 11 | Set 1 Set 2 Set 3 Set 4 Set 5 | 17 25 22 25 15 | Edmonton Garrison Fitness Centre |

## Semifinais

### SF1
| 1 de junho de 2018 10ː00 P2 [ P3] AQ | Brasil | 3 — 0             | França   | Edmonton Garrison Fitness Centre |
| 1 de junho de 2018 10ː00 P2 [ P3] AQ | 25     | Set 1 Set 2 Set 3 | 13 17 22 | Edmonton Garrison Fitness Centre |

### SF2
| 1 de junho de 2018 13ː30 P2 [ P3] AQ | Alemanha | 0 — 3             | China | Edmonton Garrison Fitness Centre |
| 1 de junho de 2018 13ː30 P2 [ P3] AQ | 4 16 12  | Set 1 Set 2 Set 3 | 25    | Edmonton Garrison Fitness Centre |

## Terceiro lugar
| 3 de junho de 2018 10ː00 P2 [ P3] AQ | França   | 3 — 1                   | Alemanha    | Edmonton Garrison Fitness Centre |
| 3 de junho de 2018 10ː00 P2 [ P3] AQ | 25 17 25 | Set 1 Set 2 Set 3 Set 4 | 23 22 25 17 | Edmonton Garrison Fitness Centre |

## Final
| 3 de junho de 2018 13ː00 P2 [ P3] AQ | China | 3 — 0             | Brasil   | Edmonton Garrison Fitness Centre |
| 3 de junho de 2018 13ː00 P2 [ P3] AQ | 25    | Set 1 Set 2 Set 3 | 23 21 19 | Edmonton Garrison Fitness Centre |